# Монастир Пресвятого Серця Христового (Тернопіль)
Монастир Пресвятого Серця Христового в Тернополі (ЧСВВ) — монастир Української греко-католицької церкви в м. Тернопіль.

## Історія
Осілість сестер Василіянок у Тернополі пов'язана з підпільним служінням УГКЦ. У 1957 році владика Василь Величковський привіз чотирьох сестер — с. Емілію-Анну, с. Марію-Ольгу, с. Терезу та с. Юлиту, які оселилися в будинку на вул. Крушельницькій, 3А. Незважаючи на постійний контроль з боку міліції, монастир поповнювався новими покликаннями.
У 1968 році владика Василь Величковський придбав для сестер новий будинок на вул. Будзіновського, 5, де вони проживають і тепер.
Протягом підпільного періоду до монастиря приєдналися:
- с. Йоана-Ірина Кордуба (1957)
- с. Параскевія-Пракседа Ангелюк (1958)
- с. Йосифа-Юзефа Савка та с. Сильвія-Стефанія Салук (1960)
- с. Макра-Марія Бойко (1965)
- с. Маргарета-Люба-Марія Коцюба (1970)
- с. Павлина-Ярослава Гуль (1975)
- с. Леся Тиха (1977)
- с. Меланія-Марія Ковальчук (1980)
- с. Матея-Марія Лебедович (1982)
- с. Марія-Ольга Цибульська (1994)

Літургійне життя в монастирі забезпечували підпільні священники, серед яких були о. Євстахій Смаль, о. Стефан Захарко, а також багато священників та владик УГКЦ, зокрема:
- Владика Ігор Возьняк
- Владика Филимон Курчаба
- Владика Петро Козак
- о. Петро Коваль
- о. Михайло Хрипа
- о. Йосафат Алиськевич, призначений владикою Величковським сповідником сестер.

З 1991 року сестри почали проводити катехизацію дітей, готуючи їх до Першої сповіді та Урочистого причастя. Цю діяльність вони здійснювали в багатьох селах та містах, підготувавши тисячі дітей. Це служіння триває і досі.

## Настоятелі
- с. Марія-Ольга Ворощак,
- с. Йосифа Савка.